# Ньюкасл (Австралія)
Ньюка́сл (Нюкасль, англ. Newcastle) — місто в Австралії, у штаті Новий Південний Уельс. Населення 322278 осіб (2016), це друге місто штату після Сіднея за чисельністю населення. Розташований за 162 км на північ від Сіднея, на узбережжі Тасманового моря у гирлі річки Гантер.
Порт Ньюкасла є світовим лідером з експорту кам'яного вугілля.
До 1950 року в Ньюкаслі діяла трамвайна мережа.